# ولاد بوخصيب (سيدي امحمد الشلح)
ولاد بوخصيب هي إحدى مشيخات المملكة المغربية، تتبع جغرافيا لإقليم سيدي قاسم وإداريًا لسيدي امحمد الشلح. يقدر عدد سكانها بـ 2397 نسمة حسب الإحصاء الرسمي للسكان والسكنى لسنة 2004.